# خواب‌زده
خواب‌زده، سریالی به کارگردانی سیروس مقدم، تهیه‌کنندگی الهام غفوری و نویسندگی سعید نعمت‌الله است. فیلم‌برداری این مجموعه از ۲۸ آذر ۱۳۹۷ آغاز گردید. پخش این سریال از تاریخ ۱ بهمن ۱۳۹۸ به صورت هفتگی (سه شنبه‌ها) از طریق مراکز عرضه فیلم سراسر ایران انجام شده‌است.
خواب‌زده که اولین تجربه سیروس مقدم در شبکه نمایش خانگی است، فضایی عاشقانه و ماورایی دارد و تقابل میان انسان و شیطان را به تصویر می‌کشد.
سیروس مقدم و سعید نعمت‌الله پیش از این در سریال‌های تلویزیونی رستگاران، دیوار، مدینه، میکائیل و زیر هشت تجربه همکاری با یکدیگر را داشتند.

## خلاصه داستان
ستاره زنی است که دستی در کار خیر دارد؛ هما یکی از دختران کانون اصلاح و تربیت است که به همت ستاره از زندان آزاد می‌شود. رها (شیطان خواب) در ذهن هما نفوذ کرده و او را وارد زندگی شخصی ستاره می‌کند و…

## بازیگران
| بازیگر           | نقش          | توضیحات                                         |
| ---------------- | ------------ | ----------------------------------------------- |
| لادن مستوفی      | ستاره        | همسر شادان، همسر سابق احمد، دختر رستم، مادر ندا |
| سیما بابایی      | هما اسدی     | دوست ستاره، خواهر حجت                           |
| امیرعلی دانایی   | رها اعتمادی  | معشوق هما، برادر رهام                           |
| مهدی سلطانی      | احمد سفیر    | همسر سابق ستاره                                 |
| علی‌رضا شجاع‌نوری  | شادان        | همسر ستاره، پدر ندا، داماد رستم                 |
| پریوش نظریه      | منور         | مادر احمد                                       |
| ایرج نوذری       | سهراب        | عموی ستاره، برادر رستم                          |
| فرید سجادی حسینی | رستم         | پدر ستاره                                       |
| مارال فرجاد      | ناهید        | دوست ستاره                                      |
| کوروش سلیمانی    | حجت اسدی     | برادر هما، شوهر زیبنده                          |
| ارسلان قاسمی     | رهام اعتمادی | برادر رها، معشوق ندا                            |
| مجتبی طباطبایی   | مسعود        | نامزد سابق هما                                  |
| عرفان ابراهیمی   | سعید         | برادر ستوده                                     |
| باران حاجی‌رضایی  | ندا          | دختر ستاره و شادان، نوه رستم، معشوقه رهام       |
| بیتا احمدی       | زیبنده       | همسر حجت، زن داداش هما                          |
| نازنین فلاحی     | قدسی         | دوست ستاره                                      |
| ندا عقیقی        | ستوده        | دوست ستاره، خواهر سعید                          |
| فرهاد مهدوی      | ازبر         | دوست رستم                                       |
| فاطمه مرتاضی     | گلپری        | مادر مسعود                                      |
| آدرینا توشه      |              | کودک کار                                        |
| عباس امیری       |              | خواستگار لادن مستوفی                            |

## عوامل
کارگردان: سیروس مقدم
نویسنده: سعید نعمت‌الله
تصویربردار: فرشاد گلسفیدی
صدابردار: فرشید احمدی
تدوینگر: خشایار موحدیان
طراح صحنه: وحید جعفری و آرزو غفوری
طراح لباس: آرزو غفوری
طراح چهره پردازی: مرتضی کهزادی
عکاس و فیلمبردار پشت صحنه: علی بیات و رضا نعمت پور
مدیر تولید: محمود اتحادی
جلوه‌های ویژه بصری: محسن فرج‌اللهی
جلوه‌های ویژه میدانی: آرش آقا بیک
خواننده: علی زند وکیلی

## حواشی
وحید جعفری صحنه‌آرا، که به دلیل آتش‌سوزی در محل تصویربرداری این سریال دچار سوختگی حاد شده بود، بعد از دو روز بستری شدن، صبح روز ۲۱ مهر ۱۳۹۸ در بیمارستان در گذشت. (وی دچار ۸۵٪ سوختگی شده‌بود)

## موسیقی
| شماره | نام                           | خواننده       | مدت  |
| ----- | ----------------------------- | ------------- | ---- |
| ۱.    | «بر باد رفته» (تیتراژ پایانی) | علی زند وکیلی | ۳:۵۰ |